# ارنست آلن امرسون
ارنست آلن امرسون (انگلیسی: E. Allen Emerson؛ زادهٔ ۲ ژوئن ۱۹۵۴) یک دانشمند در زمینه علوم رایانه اهل ایالات متحده آمریکا است.
در سال ۲۰۰۷ او به همراه ادموند ام کلارک و جوزف سیفاکیس برای اختراع و توسعه وارسی مدل برندهٔ جایزه تورینگ شد. او همچنین در سال ۱۹۹۸ جایزه تئوری و عملی پاریس کانلاکیس را برای بررسی مدل نمادین دریافت کرد. او مدرک کارشناس علوم خود را در رشته ریاضیات از دانشگاه تگزاس، آستین در سال ۱۹۷۶ و و مدرک دکترای خود را در ریاضیات کاربردی در دانشگاه هاروارد در سال ۱۹۸۱ دریافت کرد.

## تحصیلات
امرسون در دالاس، تگزاس به دنیا آمد. تجربیات اولیه او با محاسبات شامل قرار گرفتن در معرض بیسیک، فرترن و الگول ۶۰ در سیستم اشتراک‌گذاری زمان دارتموث و رایانه‌های سیستم‌های بزرگ باروز بود. او در سال ۱۹۷۶ مدرک کارشناسی ریاضیات را از دانشگاه تگزاس در آستین دریافت کرد و در سال ۱۹۸۱ مدرک پی‌اچ‌دی در ریاضیات کاربردی را در دانشگاه هاروارد دریافت کرد.

## حرفه
در اوایل دهه ۱۹۸۰، امرسون و مشاور دکتری او، ادموند ام. کلارک، تکنیک‌هایی را برای تأیید یک ماشین حالات متناهی در برابر مشخصات رسمی توسعه داد. آنها اصطلاح بررسی مدل را برای این مفهوم ابداع کردند که به طور مستقل توسط جوزف سیفاکیس در اروپا مورد مطالعه قرار گرفت. معنای کلمه مدل با استفاده از نظریه مدل در منطق ریاضی مطابقت دارد: سیستم را مدل مشخصات می‌نامند. کار امرسون در مورد بررسی مدل شامل منطق‌های زمانی اولیه و تأثیرگذار برای توصیف مشخصات و تکنیک‌هایی برای کاهش انفجار فضای حالت بود.

## جوایز
در سال ۲۰۰۷ امرسون، کلارک و سیفاکیس برنده جایزه تورینگ شدند.